# CSG Calvijn
De Christelijke Scholengemeenschap Calvijn is een van oudsher protestants-christelijke scholengemeenschap binnen het voortgezet onderwijs, die ontstond in 2004 uit een fusie van de CSG Johannes Calvijn en de CSG Maarten Luther.
De school heeft zeven vestigingen, waarvan vijf in Rotterdam en twee in Barendrecht. De school telde anno 2018 4800 leerlingen.
De scholengroep is na de afsplitsing van het Zuider Gymnasium en de Meerpaal hernoemd naar Portus scholengroep.

## Vestigingen

### Rotterdam
- Juliana - vmbo (huiswerkvrij)
- Lombardijen - vmbo,mavo
- Meerpaal - lwoo/vmbo (voor de fusie een school voor speciaal voortgezet onderwijs. Vmbo duurt hier 5 jaar + vmbo theoretische, kaderberoeps- en basisberoepsgerichte leerweg
- Maarten Luther - atheneum, havo en vmbo theoretische en gemengde leerweg, business school
- Vreewijk lyceum - atheneum en havo
- Zuider Gymnasium - gymnasium

### Barendrecht
- Focus Beroepsacademie (samenwerkingsschool met Dalton Lyceum) - vmbo: 'De school in bedrijf en het bedrijf in de school'.
- Groene Hart - atheneum, havo en vmbo